# Herbst im Mumintal
Herbst im Mumintal (Originaltitel: Sent i november „Spät im November“) ist das neunte und letzte der Mumin-Bücher der finnlandschwedischen Schriftstellerin Tove Jansson. Es erschien 1970. Im Gegensatz zu allen anderen Büchern der Reihe kommen die Mumins in diesem Buch nicht vor. Die Handlung dreht sich um die Nebenfiguren der Muminwelt in Abwesenheit der Muminfamilie. Das Buch bildet den Abschluss der Reihe. Danach veröffentlichte Jansson allerdings noch zwei weitere Bilderbücher über die Mumins.

## Handlung
Die Handlung beginnt parallel zu der des Buches Mumins wundersame Inselabenteuer, in dem die Mumins auf eine weit entfernte Insel umgezogen sind. Mehrere Figuren machen sich gleichzeitig auf den Weg ins Mumintal: Ein einsamer junger Homsa sehnt sich seit Langem nach einer Reise ins Mumintal und beschließt, sich seinen Traum endlich zu erfüllen. Eine Filifjonka übersteht eine lebensgefährliche Situation und beschließt daraufhin, den Kontakt zu alten Bekannten aufzufrischen und als erstes die Mumins zu besuchen. Ein unzufriedener Hemul erinnert sich an glücklichere Tage im Mumintal und möchte dorthin zurückkehren. Der Schnupferich hat wie jeden Herbst das Mumintal verlassen, kehrt aber wieder um, um eine dort begonnene Melodie fertig zu komponieren. Ein alter Mann wacht eines Tages auf und hat seinen Namen vergessen; er gibt sich den neuen Namen „Onkelschrompel“ und macht sich auf die Reise in ein Tal, an das er sich undeutlich erinnert. Die Mymla möchte ihre Schwester, die kleine Mü, besuchen, die bei der Muminfamilie lebt.
Alle treffen im Haus der Mumins zusammen und müssen feststellen, dass die Mumins nicht da sind. Sie ziehen gemeinsam in das Muminhaus ein, um auf die Rückkehr der Mumins zu warten. Schnell entstehen Konflikte zwischen den Figuren: Der Hemul versucht, die Rolle des Muminvaters einzunehmen, irritiert aber die anderen durch seine dominante Art. Er besteht darauf, dass die Frauen den Haushalt machen. Die Filifjonka, die Hausarbeit liebt, weigert sich aus Prinzip und ist nun unglücklich, weil sie eigentlich gerne in die Rolle der Muminmutter schlüpfen und den Haushalt führen würde. Der Onkelschrompel vergisst alles, was ihm unangenehm ist, und erhebt den Anspruch, im Mittelpunkt zu stehen. Der Schnupferich möchte in seinem Zelt seine Ruhe haben und fühlt sich von den anderen gestört. Nur die Mymla hat einen distanzierten Blick auf die Streitigkeiten der anderen und wundert sich über ihr Verhalten, lässt sich aber nicht die Laune verderben. Unbemerkt von den anderen erschafft der kleine Homsa Toft seine eigene Geschichte. Ausgehend von einem Buch über Fossilien erzählt er die Geschichte eines Nummuliten, der in seiner Fantasie zu einem Ungeheuer wird, das das Mumintal heimsucht. Toft erzählt so lebhaft, dass das Ungeheuer tatsächlich erscheint und er es allein bezwingen muss.
Nach einer Weile verabschieden sich alle Figuren und machen sich auf den Heimweg. Der Homsa Toft bleibt als letzter zurück. Er sieht schließlich das Boot der Mumins am Horizont und bereitet sich darauf vor, sie bei ihrer Rückkehr zu begrüßen.

## Figuren
Den Kern des Buches bilden sechs Figuren, von denen nur zwei – der Schnupferich und die Mymla – bereits in früheren Mumin-Büchern vorkamen. Aber auch alle anderen Figuren haben eine persönliche Beziehung zu den Mumins: Der Hemul, die Filifjonka und der Onkelschrompel kennen sie aus früheren Zeiten, und der Homsa Toft hat sie sich in seiner lebhaften Fantasie ausgemalt. Toft hat eine auffallende Ähnlichkeit mit der Hauptfigur in Tove Janssons Bilderbuch Wer tröstet Toffel?.

## Themen
Herbst im Mumintal hat eine außerordentlich schmale äußere Handlung. Stattdessen finden die Veränderungen im Inneren der Figuren statt. Wie in Mumins wundersame Inselabenteuer nähert sich auch in Herbst im Mumintal die kindliche Hauptfigur langsam der Perspektive eines unabhängigeren Jugendlichen an. Zu Anfang sehnt sich Toft nach der Muminmutter, die für ihn das Idealbild einer Mutter verkörpert und die sich bedingungslos um ihn kümmern soll. Später erkennt er, dass auch die Muminmutter ihre eigenen Gedanken und Gefühle hat und wütend sein oder ihre Ruhe brauchen kann. In Tofts Sehnsucht nach der Muminmutter verarbeitete Tove Jansson den Abschied von ihrer eigenen Mutter Signe Hammarsten-Jansson, die 1970 starb. Die humorvolleren Seiten des Altwerdens finden in der Figur des Onkelschrompels ihren Ausdruck.
Wie schon in Muminvaters wildbewegte Jugend und in einigen der Geschichten aus dem Mumintal steht mit dem Homsa Toft ein Geschichtenerzähler im Mittelpunkt. Die Vermischung von Fiktion und Wirklichkeit spielte schon in Sturm im Mumintal eine Rolle.
Mit ihrem letzten Roman Herbst im Mumintal verabschiedete sich Tove Jansson von den Mumins. Toft wird auch als Repräsentation der Autorin interpretiert, für die es unmöglich geworden war, die Geschichte der Mumins weiterzuerzählen. Alle anderen Figuren müssen erkennen, dass ihre Versuche, an den Mumins festzuhalten, vergeblich sind, und dass sie ihr eigenes Leben weiterleben müssen, anstatt zu versuchen, die Muminfamilie zu ersetzen. Das Ende lässt offen, ob sich das Erscheinen der Muminfamilie am Horizont nur in Tofts Fantasie abspielt oder ob die Muminfamilie tatsächlich zurückkehren wird.

## Publikationsgeschichte
Mit Ausnahme von Mumins lange Reise, das in Deutschland erst viel später erschien, war Herbst im Mumintal sowohl in der Originalfassung als auch in Deutschland der Abschluss der Mumin-Reihe. Es erschien 1972 in einer Übersetzung von Dorothea Bjelfvenstam. 1983 brachte der Verlag Benziger den Doppelband Herbst und Winter im Mumintal heraus. Dadurch wurde fälschlicherweise suggeriert, Winter im Mumintal wäre eine Fortsetzung zu Herbst im Mumintal und die Bände wären in dieser Reihenfolge zu lesen. 2003 erschien Herbst im Mumintal wieder als Einzelband in einer Neuübersetzung von Birgitta Kicherer.
In der deutschen Erstausgabe wurden viele von Tove Janssons Illustrationen gestrichen, insbesondere solche, die abstrakte Stimmungen statt konkreter Figuren zeigen – wohl um das als Kinderbuch vermarktete Buch zu vereinfachen und Interpretationsspielräume zu reduzieren. Für die Ausgabe von 2003 wurden die Original-Illustrationen weitgehend übernommen.

## Auszeichnungen
Für Herbst im Mumintal erhielt Tove Jansson 1970 den schwedischen Kinder- und Jugendliteraturpreis Expressens Heffaklump, den sie sich in diesem Jahr mit Astrid Lindgren teilte. Herbst im Mumintal wurde in die Auswahlliste des Deutschen Jugendbuchpreises aufgenommen.